# 175 aC
El 175 aC va ser un any del calendari romà prejulià. Durant la República i l'Imperi Romà es coneixia com l'Any del Consolat d'Escèvola i Lèpid o també any 579 Ab urbe condita o de la fundació de la ciutat). L'ús del nom «175 aC» per referir-se a aquest any es remunta a l'alta edat mitjana, quan el sistema Anno Domini va ser el mètode de numeració dels anys més comú a Europa.

## Esdeveniments

### Imperi Selèucida
- Antíoc IV Epífanes governa l'Imperi Selèucida a la mort del seu germà Seleuc IV Filopàtor.[2] Antíoc IV havia tornat de Roma, on era hostatge pel Tractat d'Apamea (188 aC) i al seu lloc hi va Demetri I Soter, fill de Seleuc. Seleuc és assassinat per Heliodor que pren el poder en nom de Demetri. Antíoc, amb l'ajuda d'Àtal I de Pèrgam s'imposa a Heliodor i es proclama rei en lloc del fill de Seleuc.[3]

### Antiga Roma
- Aquest any són elegits cònsols Publi Muci Escèvola i Marc Emili Lèpid.[4]
- Escèvola rep la Ligúria com a província i fa la guerra a algunes tribus que havien atacat les comarques de Luna i Pisae i per la seva victòria és recompensat amb els honors del triomf.[5]

### Hispània
- Api Claudi Centó és pretor i rep la província d'Hispània Citerior, on derrota els revoltats celtibers i a la tornada a Roma rep els honors d'una ovació.[6]

## Necrològiques
- Seleuc IV Filopàtor és assassinat pel seu ministre Heliodor que s'autoanomena regent en nom de Demetri I Soter, l'hereu de Seleuc.[2]